# La Nuit sur le vieux marché
 (juin 2023).
La Nuit sur le vieux marché, sous-titré Songe d'une nuit de fièvre (en yiddish : בײַ נאַכט אױפֿן אַלטן מאַרק, אַ טרױם פֿון אַ פֿיבערנאַכט, bay nakht oyfn altn mark, a troym fin a fibernakht) est une pièce de théâtre versifiée écrite en yiddish au début du XXe siècle par l'auteur juif polonais Yitskhok-Leybush Peretz.
Dernière pièce de son auteur, son écriture s'étale sur dix ans (de 1906 à 1915), d'où resultent trois versions publiées différentes de la pièce et en total pas moins de six.

## Synopsis
La pièce se déroule sur le marché d'une ville typique de la Pologne d'il y a un siècle, du coucher au lever du soleil. Dans l'épilogue, l'auteur utilise le procédé narratif de la métalepse, les personnages étant des membres du théâtre (directeur, régisseur, annonceur...).
Le premier acte se déroule en fin de journée ; des petites saynètes, sans lien entre elles, se passent à différents endroits de la place. Des enfants jouent à la marelle, un couple discute de ses projets d'achat, des marchands blablatent... Déambule entre eux le bouffon, amuseur des noces juives, le Badchen ; il cherche un mot oublié, qui lui permettrait de lutter contre la décrépitude du marché.
Au cours de l'acte suivant, il défie l'autorité religieuse et, à l'aide de l'idole d'un dieu depuis longtemps oublié, invoque les morts hors de leur tombe. Commence alors pendant deux actes un défilé de plaintes de vies tronquées, de récits d'échec, de frustration. Au quatrième acte, les morts commencent une danse folle, éperdue. Ils en viennent à défier la mort, à presque la vaincre. Mais le soleil pointant, les morts doivent retourner dans leur tombe.
Le Badkhan se retrouve seul et se répand durant l'épilogue, jurant d'honorer la charge d'éveilleur, appelant à la prière du matin, et conclue la pièce en s'écriant « À la synagogue ! » (en yiddish : ! אין שול אַרײַן). 

## Versions publiées
La pièce est disponible sous différentes formes :
- La Nuit sur le vieux marché  (trad. Batia Baum), Paris, Bibliothèque Medem, 2016 (ISBN 979-10-91238-07-6)